# Paepalanthus turbinatus
Paepalanthus turbinatus là một loài thực vật có hoa trong họ Eriocaulaceae. Loài này được (Gleason) Hensold mô tả khoa học đầu tiên năm 1991.